# Regiunea Valparaíso

Regiunea Valparaíso

Regiunea Valparaíso (spaniolă V Región de Valparaíso)  este una dintre cele 15 regiuni administrative din Chile. Capitala regiunii este orașul Valparaíso și capitala legislativă a statului Chile.